# Sami
Sámiji (črkovano tudi Sami) so tradicionalno samijsko govoreče ljudstvo, ki naseljuje regijo Sápmi, ki danes obsega velike severne dele Norveške, Švedske, Finske in polotoka Kola v Rusiji. Regija Sápmi je bila prej znana kot Laponska, Sami pa so bili zgodovinsko znani kot Laponci ali Laponderji, vendar Samiji te izraze obravnavajo kot žaljive, saj imajo raje ime območja v svojih jezikih, npr. Severni Sámi Sápmi. Njihovi tradicionalni jeziki so samijski jeziki, ki so razvrščeni kot veja družine uralskih jezikov.
Tradicionalno so se Sámiji preživljali z različnimi vrstami preživetja, vključno z obalnim ribolovom, lovljenjem živali s pastmi zaradi krzna in ovčarstvom. Njihov najbolj znan način preživetja je polnomadska reja severnih jelenov. Od leta 2007 je bilo približno 10 % Samijev povezanih z rejo severnih jelenov, ki jim zagotavlja meso, krzno in prevoz; okoli 2800 ljudi Sámi je bilo aktivno vključenih v rejo severnih jelenov s polnim delovnim časom na Norveškem. Zaradi tradicionalnih, okoljskih, kulturnih in političnih razlogov je reja severnih jelenov v nekaterih regijah nordijskih držav zakonsko rezervirana samo za Samije.

## Zgodovina
Zahodni uralski jeziki naj bi se razširili iz območja ob Volgi, ki je najdaljša reka v Evropi. Govorci finskega in samijskega jezika imajo svoje korenine v srednji in zgornji regiji Volge v kulturi trakaste keramike. Te skupine so se domnevno začele seliti proti severozahodu iz zgodnjega domačega območja uralskih ljudstev v drugi in tretji četrtini 2. tisočletja pr. n. št. Na svoji poti so uporabljali starodavne rečne poti severne Rusije. Nekatera od teh ljudstev, ki so morda prvotno govorila isti zahodni uralski jezik, so se ustavila in ostala v regijah med Karelijo, Ladogo in Ilmenskim jezerom ter še dlje proti vzhodu in jugovzhodu. Skupine teh ljudstev, ki so med letoma 1600 in 1500 pr. n. št. končale na Finskem pojezerju, so kasneje »postale« Sámi. Ljudstvo Sámi je prispelo v svojo sedanjo domovino nekaj časa po začetku našega štetja.
Jezik Sámi se je najprej razvil na južni strani Oneškega in Ladoškega jezera ter se od tam razširil. Ko so se govorci tega jezika razširili na območje današnje Finske, so naleteli na skupine ljudstev, ki so govorile številne manjše starodavne jezike (paleolaplandski jeziki), ki so kasneje izumrli. Vendar pa so ti jeziki pustili sledi v jeziku Sámi (predfinski substrat). Ko se je jezik širil naprej, se je razdelil na narečja. Geografska porazdelitev Samijev se je skozi zgodovino spreminjala. Od bronaste dobe so Sámi zasedali območje ob obali Finnmarka in polotoka Kola. To sovpada s prihodom sibirskega genoma v Estonijo in Finsko, kar se morda ujema z uvedbo ugrofinskih jezikov v regiji.
Petroglife in arheološke najdbe, kot so naselbine, iz leta okoli 10.000 pr. n. št., je mogoče najti na Laponskem in Finnmarku, čeprav ni bilo dokazano, da so povezani z ljudstvom Sámi. Te lovce-nabiralce poznega paleolitika in zgodnjega mezolitika so raziskovalci poimenovali Komsa.

### Odnos med Sámiji in Skandinavci
Samiji imajo zapleten odnos s Skandinavci (ki so bili v srednjem veku znani kot Normani), prevladujočimi ljudstvi Skandinavije, ki govorijo skandinavske jezike in ki so ustanovili in tako prevladovali v kraljevinah Norveške in Švedske, v katerih živi večina Samijev. Medtem ko Samiji v Fenoskandiji živijo približno 3500 let, poselitev Sámijev v Skandinaviji ni nastala pred nordijsko/skandinavsko poselitvijo Skandinavije, kot se včasih domneva. Selitev germansko govorečih ljudstev v južno Skandinavijo se je zgodila neodvisno in ločeno od kasnejših migracij Sámijev v severne regije. Stoletja so imeli Sámi in Skandinavci relativno malo stikov; Sámi so predvsem živeli v notranjosti severne Fenoskandije, medtem ko so Skandinavci živeli v južni Skandinaviji in postopoma kolonizirali norveško obalo; od 18. in zlasti 19. stoletja sta vladi Norveške in Švedske začeli bolj agresivno uveljavljati suverenost na severu in se s skandinavizacijsko politiko, usmerjeno v prisilno asimilacijo iz 19. stoletja, lotili Samijev.
Pred obdobjem politik prisilne skandinavizacije so norveške in švedske oblasti večinoma ignorirale Samije in se niso veliko vmešavale v njihov način življenja. Medtem ko so se Norvežani preselili proti severu, da bi postopoma kolonizirali obalo današnjega Troms og Finnmark, da bi se pred 19. stoletjem vključili v izvozno usmerjeno ribiško industrijo, niso pokazali veliko zanimanja za surovo in neobdelovalno notranjost, naseljeno s Samiji, ki so redili severne jelene. Za razliko od Norvežanov na obali, ki so bili močno odvisni od trgovine z jugom, so Sámiji v notranjosti živeli od zemlje. Od 19. stoletja so norveške in švedske oblasti začele obravnavati Samije kot »zaostalo« in »primitivno« ljudstvo, ki ga je treba »civilizirati«, pri čemer so skandinavske jezike vsiljevale kot edine veljavne jezike kraljestev in dejansko prepovedale jezik in kulturo Sámijev v številnih kontekstih, zlasti v šolah.

### Južne meje naselja Sámijev v preteklosti
Zgodovinarji in arheologi že vrsto let razpravljajo o tem, kako daleč proti jugu so Samiji segali v preteklosti. Norveški zgodovinar Yngvar Nielsen, ki ga je norveška vlada leta 1889 pooblastila za določitev tega vprašanja, da bi rešil sodobna vprašanja zemljiških pravic Sámijev, je ugotovil, da Samiji niso živeli južneje kot Lierne v okrožju Nord-Trøndelag do okoli leta 1500, ko so se začeli premikati proti jugu in v 18. stoletju dosegli območje okoli jezera Femund. Ta hipoteza je še vedno sprejeta med številnimi zgodovinarji, vendar je bila predmet znanstvenih razprav v 21. stoletju. V zadnjih letih več arheoloških najdb kaže na prisotnost Samijev v srednjem veku na južnem Norveškem in na južnem Švedskem, vključno z najdbami v Lesji, v Vangu, v Valdresu ter v Holu in Ålu v Hallingdalu. Zagovorniki samijskih razlag teh najdb domnevajo mešano populacijo Nordijcev in Samijev v gorskih območjih južne Norveške v srednjem veku.

### Izvor norveških morskih Samijev

#### Črna kuga
Do prihoda bubonske kuge na severno Norveško leta 1349 so Samiji in Norvežani zasedali zelo ločene gospodarske niše.] Samiji so za preživetje lovili severne jelene in ribe. Norvežani, ki so bili skoncentrirani na zunanjih otokih in v bližini ustja fjordov, so imeli dostop do glavnih evropskih trgovskih poti, tako da so lahko poleg obrobnega kmetovanja v okrožjih Nordland, Troms in Finnmark vzpostavili trgovino, trgovanje z ribami za izdelke z juga. Po starih nordijskih besedilih so morski Samiji in gorski Samiji dva razreda istega ljudstva in ne dve različni etnični skupini, kot se je zmotno verjelo.
To socialno-ekonomsko ravnotežje se je močno spremenilo, ko je decembra 1349 na severno Norveško prišla bubonska kuga. Norvežani so bili tesno povezani z večjimi evropskimi trgovskimi potmi, po katerih je kuga potovala; posledično so bili okuženi in umirali z veliko večjo stopnjo kot Sámiji v notranjosti. Od vseh držav v regiji je Norveška najbolj trpela zaradi te kuge. Odvisno od župnije je bilo po kugi zapuščenih 60 do 76 odstotkov severnih norveških kmetij, medtem ko je zemljiška najemnina, drugo merilo prebivalstva, padla na 9–28 % ravni pred kugo. Čeprav je prebivalstvo severne Norveške v primerjavi z južno Evropo redko, se je bolezen enako hitro širila. Širjenje kužne bolhe (Xenopsylla cheopsis) z juga je olajšal transport lesenih sodov s pšenico, ržjo ali volno, kjer so lahko bolhe živele in se celo razmnoževale več mesecev. Samiji so se prehranjevali z ribami in mesom severnih jelenov, niso jedli pšenice ali rži. Živeli so v skupnostih, ločenih od Norvežanov; ker so bili le ohlapno povezani z evropskimi trgovskimi potmi, so se odrezali veliko bolje kot Norvežani.

#### Ribiška industrija
Ribolov je bil vedno glavni način preživetja za številne Samije, ki so stalno živeli na obalnih območjih. Arheološke raziskave kažejo, da so Sámiji živeli ob obali in nekoč v preteklosti živeli precej južneje, ukvarjali pa so se tudi z delom, ki ni reja severnih jelenov (npr. ribolov, poljedelstvo, železarstvo). Ribolov vzdolž severne norveške obale, zlasti na otokih Lofoti in Vesterålen, je precej produktiven, z različnimi ribami; v srednjem veku je bil glavni vir dohodka tako za ribiče kot za norveško monarhijo. S tako velikim padcem prebivalstva, ki ga je povzročila črna kuga, so se davčni prihodki iz te industrije močno zmanjšali. Zaradi velikega dobička, ki bi ga lahko imeli s tem ribolovom, so lokalne oblasti ponudile spodbude Samijem, ki so se soočili z lastnimi populacijskimi pritiski, da se naselijo na novo izpraznjenih kmetijah. S tem se je začela gospodarska delitev med morske Samije (sjøsamene), ki so obširno lovili ob obali, in gorske Samije (fjellsamene, innlandssamene), ki so še naprej lovili severne jelene in malo divjad. Kasneje so pasli severne jelene.
Celo v zgodnjem 18. stoletju je bilo veliko Samijev, ki so se še vedno naseljevali na teh kmetijah, ki so bile zapuščene iz leta 1350. Po mnogih letih nenehnega preseljevanja so ti morski Samiji postali veliko številčnejši od gorskih Samijev, ki so gojili severne jelene, ki danes predstavljajo le 10 % vseh Samijev. V sodobnem času prav tako potekajo posvetovanja med norveško vlado in parlamentom Sámijev glede pravice obalnih Samijev do ribolova v morjih na podlagi zgodovinske rabe in mednarodnega prava. Državna regulacija morskega ribištva je v poznih 1980-ih doživela drastično spremembo. Uredba je vezala kvote na plovila in ne na ribiče. Te na novo izračunane kvote so bile brezplačno razdeljene večjim plovilom na podlagi količine ulova v prejšnjih letih, kar je povzročilo, da so majhna plovila v samijskih okrožjih v veliki meri izven novega sistema kvot.

#### Gorski Sámiji
Ko so se morski Samiji naselili ob norveških fjordih in celinskih plovnih poteh ter se ukvarjali s kombinacijo poljedelstva, govedoreje, lova s pastmi in ribolova, so manjšinski gorski Samiji nadaljevali z lovom na divje severne jelene. Okoli leta 1500 so te živali začeli udomačevati v pastirske skupine in tako postali dobro znani nomadi za severne jelene, ki jih tujci pogosto prikazujejo kot ljudi, ki sledijo tradicionalnemu življenjskemu slogu Sámijev. Gorski Sámiji so morali plačati davke trem državam, Norveški, Švedski in Rusiji, saj so prečkali meje med letnimi selitvami severnih jelenov; to je v preteklih letih povzročilo veliko zamere. Med letoma 1635 in 1659 je švedska krona prisilila švedske nabornike in samijske kočarje, da so delali v rudniku srebra Nasa, zaradi česar so se številni Samiji izselili s tega območja, da bi se izognili prisilnemu delu. Posledično se je populacija Samijev, ki govorijo jezika pite in lule, močno zmanjšala.

### Po 19. stoletju
Dolga časovna obdobja je življenjski slog Sámijev uspeval zaradi prilagajanja arktičnemu okolju. Dejansko se je v 18. stoletju, ko so Norvežani v severni Norveški trpeli zaradi nizkih cen rib in posledične depopulacije, okrepil kulturni element Sámijev, saj so bili ti večinoma neodvisni od zalog iz južne Norveške.
V 19. stoletju se je povečal pritisk pokristjanjevanja Samijev, pri čemer so nekateri Samiji sprejeli lestadianstvo. Z uvedbo sedem let obvezne šole leta 1889 sta bil samijski jezik in tradicionalni način življenja vedno bolj pod pritiskom prisilne kulturne normalizacije. Sledil je tudi močan gospodarski razvoj severa, ki je norveški kulturi in jeziku dal višji status.
Na švedski in finski strani so bile oblasti manj militantne, čeprav je bil jezik Sámijev v šolah prepovedan, močan gospodarski razvoj na severu pa je privedel do oslabljenega kulturnega in gospodarskega statusa Sámijev. Od leta 1913 do 1920 je švedsko politično gibanje za rasno segregacijo ustanovilo biološki inštitut, ki je temeljil na rasi in je zbiral raziskovalni material živih ljudi in grobov. Skozi zgodovino so švedske naseljence spodbujali k selitvi v severne regije s spodbudami, kot so zemljiške in vodne pravice, davčne olajšave in vojaške oprostitve.
Najmočnejši pritisk se je zgodil okoli leta 1900 do 1940, ko je Norveška vložila precej denarja in truda v asimilacijo kulture Sámijev. Vsak, ki je želel kupiti ali zakupiti državna zemljišča za kmetijstvo v Finnmarku, je moral dokazati znanje norveškega jezika in se je moral registrirati z norveškim imenom. To je povzročilo preselitev Samijev v 1920-ih, kar je povečalo vrzel med lokalnimi skupinami Sámijev (kar je prisotno še danes), ki ima včasih značaj notranjega samijskega etničnega konflikta. Leta 1913 je norveški parlament sprejel zakon o native act land, da bi najboljša in najbolj uporabna zemljišča dodelil norveškim naseljencem. Drug dejavnik je bila politika požgane zemlje, ki jo je izvajala nemška vojska, kar je povzročilo veliko vojno uničenje v severni Finski in severni Norveški v letih 1944–45, uničenje vseh obstoječih hiš ali koč in vidnih sledi kulture Sámijev. Po drugi svetovni vojni se je pritisk zmanjšal, čeprav je bila zapuščina očitna v novejšem času, kot je zakon iz 1970-ih, ki je omejeval velikost katere koli hiše, ki so jo Sámi lahko zgradili.
Polemika o gradnji hidroelektrarne v Alti leta 1979 je pravice Sámijev pripeljala na politični dnevni red. Avgusta 1986 sta bili ustvarjeni državna himna (Sámi soga lávlla) in zastava (Sámi flag) ljudstva Sámi. Leta 1989 je bil izvoljen prvi samijski parlament na Norveškem. Leta 2005 je bil v norveškem parlamentu sprejet zakon o Finnmarku, ki daje parlamentu Sámijev in svetu province Finnmark skupno odgovornost za upravljanje zemljišč, ki so prej veljala za državno last. Ta območja (96 % območja province), ki so jih vedno uporabljali predvsem Samiji, zdaj uradno pripadajo prebivalcem province, ne glede na to, ali so Samiji ali Norvežani, in ne norveški državi.

### Sodobna vprašanja
Avtohtono prebivalstvo Sámi je večinoma urbanizirano prebivalstvo, vendar precejšnje število živi v vaseh v visoki Arktiki. Samiji se še vedno spopadajo s kulturnimi posledicami izgube jezika in kulture, ki so jih povzročile generacije samijskih otrok, ki so jih odpeljali v misijonarske in/ali državne internate, in zapuščina zakonov, ki so bili ustvarjeni za odrekanje pravic Sámijev (npr. verovanjem, jezikom, zemljo in tradicionalnim načinom preživljanja). Samiji se soočajo s kulturnimi in okoljskimi grožnjami, vključno z: raziskovanjem nafte, rudarstvom, gradnjo jezov, sečnjo, podnebnimi spremembami, vojaškimi poligoni za bombardiranje, turizmom in komercialnim razvojem.

#### Pridobivanje naravnih virov
Sápmi je bogata s plemenitimi kovinami, nafto in zemeljskim plinom. Rudarske dejavnosti in iskanje za črpanje teh virov iz regije pogosto posegajo v območja za pašo in telitev severnih jelenov ter druge vidike tradicionalnega življenja Sámijev. Nekatere aktivne rudarske lokacije vključujejo starodavne prostore Sámijev, ki so označeni kot ekološko zaščitena območja, kot je naravni rezervat Vindelfjällen. Samijski parlament je nasprotoval rudarskim projektom na območju Finnmarka in jih zavrnil ter zahteval, da viri in raziskovanje mineralov koristijo lokalnim skupnostim in prebivalcem Sámijev, saj so predlagani rudniki v deželah Sámijev in bodo vplivali na njihovo sposobnost, da ohranijo svoje tradicionalno preživetje. V Kallaku (Sámi: Gállok) je skupina avtohtonih in neavtohtonih aktivistov protestirala proti rudarski družbi Beowulf s sedežem v Združenem kraljestvu, ki je vodila program vrtanja na zemljiščih, ki so se pozimi uporabljala za pašo severnih jelenov. Pogosto obstaja lokalno nasprotovanje novim rudarskim projektom, kjer se vplivi na okolje zdijo zelo veliki, saj je bilo izdelanih zelo malo načrtov za sanacijo rudnikov. Na Švedskem so davki na minerale namerno nizki, da bi povečali raziskovanje mineralov za gospodarske koristi, čeprav je ta politika na račun prebivalstva Sámi. Konvencija ILO št. 169 bi ljudstvu Sámi podelila pravice do njihove zemlje in jim dala moč v zadevah, ki vplivajo na njihovo prihodnost.
Na ruskem polotoku Kola so bila ogromna območja že uničena zaradi rudarskih in topilniških dejavnosti, nadaljnji razvoj pa je neizbežen. To vključuje raziskovanje nafte in zemeljskega plina v Barentsovem morju. Razlitja nafte vplivajo na ribolov in gradnjo cest. Obstaja plinovod, ki se razteza čez polotok Kola, električni vodi pa prekinjajo dostop do telišč severnih jelenov in svetih mest.
Na severu Finske že dolgo traja spor o uničevanju gozdov, ki severnim jelenom preprečuje selitev med sezonskimi krmišči in uničuje zaloge lišajev, ki rastejo na zgornjih vejah starejših dreves. Ta lišaj je edini vir preživetja severnih jelenov v zimskih mesecih, ko je sneg globok. Sečnja je bila pod nadzorom državnega gozdnega sistema. Greenpeace, rejci severnih jelenov in samijske organizacije so izvedle zgodovinsko skupno kampanjo in leta 2010 so sami rejci severnih jelenov dobili nekaj časa zaradi teh sodnih postopkov. Industrijska sečnja je bila zdaj izrinjena iz najpomembnejših gozdnih območij za stalno ali za naslednjih 20 let, čeprav še vedno obstajajo grožnje, kot so rudarstvo in načrti gradnje počitniških letovišč na zaščitenih obalah jezera Inari.

#### Zemljiške pravice
Švedska vlada je dovolila gradnjo največje kopenske vetrne elektrarne na svetu v mestu Piteå, v arktični regiji, kjer ima vzhodna vas Kikkejaure zimske pašnike za severne jelene. Vetrno elektrarno bo sestavljalo več kot 1000 vetrnic in obsežna cestna infrastruktura, zaradi česar je izvedljivost uporabe območja za zimsko pašo v praksi nemogoča. Švedska je bila deležna ostrih mednarodnih kritik, tudi s strani Odbora ZN za rasno diskriminacijo in Odbora za človekove pravice, da Švedska krši Sámi landrättigheter (zemljiške pravice), vključno s tem, da ne ureja industrije. Na Norveškem nekateri samijski politiki (na primer Aili Keskitalo) predlagajo, da se samijskemu parlamentu podeli posebna pravica veta na načrtovane rudarske projekte.
Vladni organi in NATO so zgradili poligone za bombardiranje na območjih Sámijev na severu Norveške in Švedske. Te regije so tisoče let služile kot telitve severnih jelenov in poletne površine ter vsebujejo veliko starodavnih samijskih svetih mest.

#### Vodne pravice
Državna regulacija morskega ribištva je v poznih 1980-ih doživela drastično spremembo. Uredba je vezala kvote na plovila in ne na ribiče. Te na novo izračunane kvote so bile brezplačno razdeljene večjim plovilom na podlagi količine ulova v prejšnjih letih, zaradi česar so mala plovila v samskih okrožjih v veliki meri izpadla iz novega sistema kvot.
Samiji so pred kratkim ustavili podvig iskanja vode, ki je grozil, da bo starodavno sveto mesto in naravni izvir Suttesaja spremenil v obsežno polnilnico vode za svetovni trg – brez obvestila ali posvetovanja z lokalnim prebivalstvom Sámi, ki jih je 70 odstotkov prebivalstva. Finski nacionalni odbor za starine je območje registriral kot dediščino kulturnega in zgodovinskega pomena, sam potok pa je del povodja Deatnu/Tana, kjer teče največja reka z lososi v Evropi, ki je pomemben vir preživetja Saamov.
Na Norveškem so vladni načrti za gradnjo hidroelektrarne na reki Alta v Finnmarku na severu Norveške povzročili politično polemiko in združevanje ljudskega gibanja Sámi v poznih 1970-ih in zgodnjih 1980-ih. Posledično je opozicija v sporu Alta opozorila ne le na okoljska vprašanja, ampak tudi na vprašanje pravic Sámijev.

## Uradni Sámi pravilniki

### Sámijski parlament in parlamentarni svet
Vsaka država mora po zakonu zagotavljati avtonomni sámijski parlament (s. sám. sámediggi). Tako ločijo Sámijski parlament Finske, Norveški sámijski parlament, Švedski sámijski parlament ter Sámijski parlament Ruske federacije (pravno nepriznan s strani države). Vse parlamente združuje Sámijski parlamentarni svet. Poleg tega deluje tudi Sámijski svet (s. sám. sámiráđđi), nevladna organizacija, ki skrbi za izmenjavo informacij med posameznimi članicami.

### Nordijska Samska konvencija
16. novembra 2005 v Helsinkih je skupina strokovnjakov pod vodstvom nekdanjega glavnega sodnika norveškega vrhovnega sodišča profesorja Carstena Smitha letnemu skupnemu srečanju ministrov, pristojnih za samijske zadeve na Finskem, Norveškem in Švedskem ter predsedniki treh samskih parlamentov iz obeh držav predložila predlog za nordijsko konvencijo o Samijih. Ta konvencija priznava Sámije kot eno avtohtono ljudstvo, ki prebiva prek državnih meja v vseh treh državah. Predlaga se niz minimalnih standardov za pravice do razvoja samskega jezika in kulture ter pravice do zemlje in vode, preživetja in družbe. Konvencija v nordijskih državah še ni bila ratificirana.

## Kultura
Da bi nadomestili preteklo zatiranje, si oblasti Norveške, Švedske in Finske zdaj prizadevajo za izgradnjo samijskih kulturnih institucij ter spodbujanje samijske kulture in jezika.

### Duodji (obrt)
Duodji, samijska obrt, izvira iz časa, ko so bili Samiji samostojni nomadi, zato so verjeli, da mora predmet služiti predvsem namenu in ne predvsem okras. Moški večinoma uporabljajo les, kosti in rogovje za izdelavo predmetov, kot so samijski noži z ročajem iz rogovja, bobni in guksi (skodelice za burl). Ženske so usnje in korenine uporabljale za izdelavo predmetov, kot so gákti (oblačila) in iz brezovih in smrekovih korenin pletene košare.

### Oblačila
Gákti so tradicionalna oblačila, ki jih nosijo ljudje Sámi. Gákti se nosi tako v obrednih okoliščinah kot med delom, zlasti pri paši severnih jelenov.
Tradicionalno je bil gákti izdelan iz usnja in kit severnega jelena, danes pa je pogostejša uporaba volne, bombaža ali svile. Ženski gákti je običajno sestavljen iz obleke, šala z resicami, ki je pritrjen z 1–3 srebrnimi broškami, in škornjev/čevljev iz krzna ali usnja severnega jelena. Sámi škornji (ali nutuke) imajo lahko koničaste ali zavihane prste in imajo pogosto s trakom tkane obloge na gležnjih. Vzhodni škornji Sámi imajo zaobljeno konico na škornjih iz krzna severnih jelenov, podloženi s klobučevino in z detajli iz perlic. Obstajajo različni gákti za ženske in moške; moški gákti imajo krajši "suknjič" kot ženska dolga obleka. Tradicionalni gákti so najpogosteje v različicah rdečega, modrega, zelenega, belega, srednje rjavo strojenega usnja ali krzna severnega jelena. Pozimi so dodani krzneni plašč in gamaše severnega jelena, včasih pa tudi pončo (luhkka) in vrv/laso.
Barve, vzorci in nakit gákti kažejo, od kod je oseba, ali je oseba samska ali poročena, včasih pa so lahko celo specifični za družino. Ovratnik, rokavi in rob imajo navadno našitke v obliki geometrijskih oblik. Nekatere regije imajo trakove, druge imajo vezenje iz kositra, nekateri vzhodni Samiji pa imajo na oblačilih ali ovratnikih perle. Pokrivala se razlikujejo glede na spol, letni čas in regijo. Lahko so volnena, usnjena ali krznena. Lahko so vezena ali pa so na vzhodu bolj podobna kroni iz bisernega blaga s šalom. Nekatera tradicionalna šamanska pokrivala so imela živalske kože, kitke in perje, zlasti v vzhodnem Sápmiju.
Gákti se lahko nosi s pasom; to so včasih trakasto tkani pasovi, tkani ali okrašeni s perlami. Usnjeni pasovi imajo lahko gumbe iz rogovja, srebrne gumbe, rese ali medeninaste/bakrene detajle, kot so prstani. Pasovi imajo lahko tudi usnjene torbice z biseri, etuije za igle iz rogovja, dodatke za ogenj, bakrene prstane, amulete in pogosto izrezljan in/ali izrezan nož z ročajem iz rogovja. Nekateri vzhodni Samiji imajo tudi pulover s kapuco (малиц) iz kož severnih jelenov z volno znotraj in nad škornji.

### Glasba
Značilna lastnost samijskega glasbenega izročila je petje joik. Joiki so pesmi in se tradicionalno pojejo a cappella, običajno se pojejo počasi in globoko v grlu z očitno čustveno vsebino žalosti ali jeze. Joiki so lahko posvečeni živalim in pticam v naravi, posebnim ljudem ali posebnim priložnostim, lahko pa so veseli, žalostni ali melanholični. Pogosto temeljijo na zlogovni improvizaciji. V zadnjih letih glasbila pogosto spremljajo joike. Edina tradicionalna samijska glasbila, ki so se včasih uporabljala za spremljavo joika, so flavta fadno (narejena iz stebel Angelice archangelica, podobnih trstu) in ročni bobni (bobni z okvirjem in bobni s skledo).

### Izobraževanje
Izobraževanje s samijskem jeziku kot prvim jezikom je na voljo v vseh štirih državah in tudi zunaj samijskega območja.
Sámi University College je v Kautokeino. Jezik Sámijev se preučuje na več univerzah v vseh državah, predvsem na Univerzi v Tromsøju, ki meni, da je Sámi materni jezik in ne tuji jezik.

### Festivali
Številni festivali po vsem območju Sápmi praznujejo različne vidike kulture Sámijev. Najbolj znan na norveški strani je Riddu Riđđu, čeprav obstajajo tudi drugi, kot je Ijahis Idja v Inariju. Med najbolj prazničnimi so velikonočni festivali, ki potekajo v Kautokeinu in Karasjoku pred spomladansko selitvijo severnih jelenov na obalo. Ti festivali združujejo tradicionalno kulturo s sodobnimi pojavi, kot so dirke z motornimi sanmi. Praznovali so novo leto, znano kot Ođđajagemánnu.

### Vizualna umetnost
Poleg Duodji (ročna dela) se razvija področje sodobne vizualne umetnosti. Ustanavljajo se galerije, kot je Sámi Dáiddaguovddáš (Sami center za sodobno umetnost).

### Ples
Za razliko od mnogih drugih domorodnih ljudstev tradicionalni ples na splošno ni vidna manifestacija identitete Sámijev. To je pripeljalo do pogostega napačnega prepričanja, da Sámiji, vsaj v zahodnem Sápmu, nimajo tradicionalne plesne kulture.
Samijska moderna plesna družba Kompani Nomad je iskala stare opise šamanističnih obredov in vedenj, da bi identificirala "izgubljene" samijske plese in jih ponovno zamislila skozi sodobni ples. Primer je lihkadus (ples ekstaze), opisan v virih iz 16. in 17. stoletja, vendar ga je prilagodil švedsko-sámijski duhovnik Lars Levi Laestadius, ki ga je skupaj z drugimi samijskimi tradicijami prinesel v švedsko cerkev kot del estadskega gibanja.
Partnerski in skupinski plesi so bili del kulture Skolt Sámi in med Samiji na polotoku Kola vsaj od druge polovice 19. stoletja. Ti kvadratni plesi, parni plesi, plesi v krogu in igre s petjem so pod vplivom karelijske in severnoruske plesne kulture, verjetno pod vplivom ruskih trgovcev, vojaške službe pod carjem in Ruske pravoslavne cerkve. Ta vzhodna plesna tradicija Sápmi je bila bolj neprekinjena in so jo prilagodile sodobne plesne skupine Sámi, kot je Johtti Kompani.

### Reja severnih jelenov
Reja severnih jelenov je bila in je še vedno pomemben vidik kulture Sámijev. Tradicionalno so Sámiji živeli in delali v skupinah za rejo severnih jelenov, imenovanih siidat, ki jih sestavlja več družin in njihovih čred. Člani siide so si med seboj pomagali pri upravljanju in reji čred. V letih prisilne asimilacije so bila območja, kjer je bila reja severnih jelenov pomemben vir preživetja, med redkimi, kjer sta kultura in jezik Sámi preživela.
Danes je na Norveškem in Švedskem reja severnih jelenov zakonsko zaščitena kot izključni način preživetja Sámijev, tako da lahko samo osebe samijskega porekla, ki so povezane z družino rejcev severnih jelenov, imajo v lasti in se od njih preživljajo. Trenutno se na Norveškem z rejo severnih jelenov ukvarja približno 2800 ljudi. Na Finskem reja severnih jelenov ni izključna in se z njo v omejenem obsegu ukvarjajo tudi etnični Finci. Pravno je omejena na državljane EU/EGP, ki prebivajo na tem območju. Na severu (Laponska) igra pomembno vlogo v lokalnem gospodarstvu, medtem ko je njen gospodarski vpliv manjši v južnih delih območja (provinca Oulu).
Med rejci severnih jelenov v samskih vaseh imajo ženske običajno višjo stopnjo formalne izobrazbe na tem območju.

## Kulturna regija
Sápmi leži v severni Evropi, vključuje severne dele Finnoskandije in obsega štiri države: Norveško, Švedsko, Finsko in Rusijo. Ne-Sámi in mnogi regionalni zemljevidi so to isto regijo pogosto imenovali Laponska, saj obstaja precejšnje regionalno prekrivanje med Sápmi in provincama Laponska na Švedskem in Laponska na Finskem. Velik del Sápmija je zunaj teh provinc. Kljub izrazom, ki se uporabljajo v turizmu, je lahko Laponska za Samije zavajajoča ali žaljiva ali oboje, odvisno od konteksta in mesta uporabe te besede. Med ljudstvom Sámi je Sápmi strogo uporabljen in sprejemljiv.

### Obseg
Za meje Sápmija ni uradne geografske opredelitve. Vendar pa so običajno vključeni naslednji okraji in province:
- Okrožje Finnmark na Norveškem
- Okrožje Jämtland na Švedskem
- Regija Laponska na Finskem
- Murmanska oblast v Rusiji
- Okrožje Nord-Trøndelag na Norveškem
- Okrožje Nordland na Norveškem
- Okrožje Norrbotten na Švedskem
- Okrožje Troms na Norveškem
- Okrožje Västerbotten na Švedskem

Občine Gällivare, Jokkmokk in Arjeplog na švedskem Laponskem so bile leta 1996 uvrščene na Unescov seznam svetovne dediščine kot "Laponsko območje".
Samijsko domicilno območje na Finskem sestavljajo občine Enontekiö, Utsjoki in Inari ter del občine Sodankylä. Približno 3000 od okoli 10.000 Fincev govori samijski jezik kot materni jezik. Danes precejšen del finskih Samijev živi zunaj regije Sápmi, na primer v Helsinkih je razmeroma velika in aktivna manjšina Sámijev. Po podatkih parlamenta Sámi živijo Samiji v 230 občinah od skupno 336 občin na Finskem. 75 % Samijev, mlajših od 10 let, živi zunaj regije Sápmi.

### Geografska delitev
Sápmi se tradicionalno deli na:
- Vzhodni Sápmi (Inari, Skolt, Akkala, Kildin in Teri Sámi na polotoku Kola (Rusija) in Inari (Finska, prej tudi v vzhodni Norveški)
- Severni Sápmi (Severni, Lule in Pite Sámi v večini severnih delov Norveške, Švedske in Finske)
- Južni Sápmi (Ume in Južni Sámi v osrednjih delih Švedske in Norveške)

Prav tako je treba opozoriti, da veliko Samijev zdaj živi zunaj Sápmija, v velikih mestih, kot je Oslo na Norveškem.

### Delitev po poklicih
Delitev, ki se pogosto uporablja v severnih Sámijih, temelji na poklicu in območju bivanja. Ta delitev se uporablja tudi v mnogih zgodovinskih besedilih:
- Sámiji severnih jelenov ali gorski Sámiji (v severnih Sámi boazosapmelash ali badjeolmmosh). Prej nomadski Samiji, ki so živeli kot pastirji severnih jelenov. Zdaj ima večina stalno prebivališče v osrednjih območjih Samajev. Približno 10 % Samijev se ukvarja z rejo severnih jelenov, ki velja za temeljni del kulture Samijev in se lahko v nekaterih delih nordijskih držav z njo ukvarjajo samo Samiji.
- Morski Sámiji (v severnem Sámi mearasapmelash). Ti so tradicionalno živeli z združevanjem ribištva in malega kmetijstva. Danes se pogosto uporablja za vse Samije z obale, ne glede na njihov poklic.
- Gozdni Samiji, ki so tradicionalno živeli tako, da so združevali ribolov v celinskih rekah in jezerih z rejo severnih jelenov v majhnem obsegu.
- Mestni Samiji, ki so zdaj verjetno največja skupina Samijev.